# کلیسای سنت هلن، ابینگدن
کلیسای سنت هلن، ابینگدن (انگلیسی: St Helen's Church, Abingdon) در ابینگدن، آکسفوردشر در کنار رودخانه تیمز آکسفورد قرار دارد. این کلیسا در سالهای ۱۸۶۹–۷۳ توسط هنری وودر به سبک معماری نئوگوتیک بازسازی شده‌است.